# Kolplanet

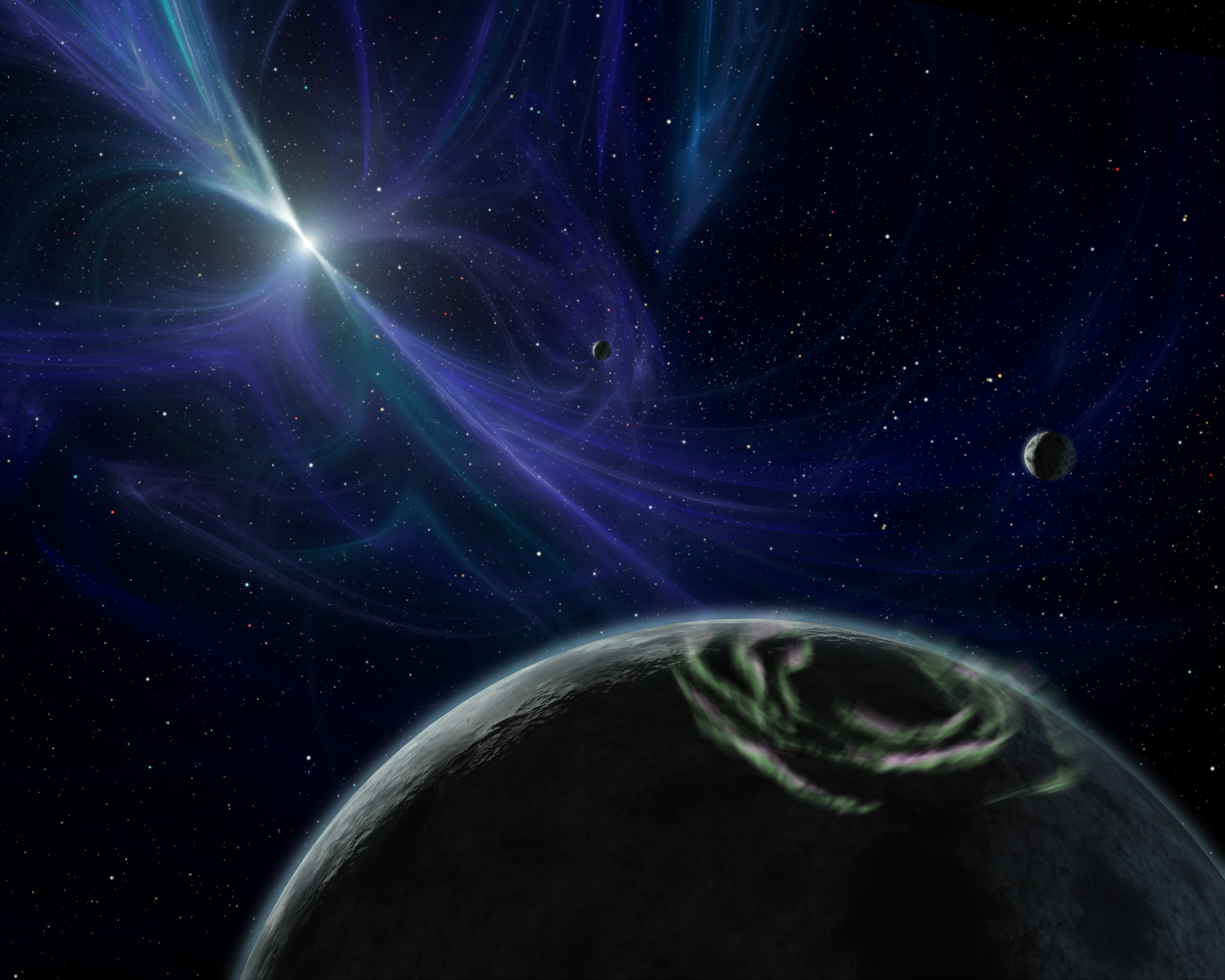
De planeter som kretsar kring pulsaren PSR B1257+12 kan vara kolplaneter

En kolplanet, också kallad diamantplanet, är en teoretisk typ av stenplanet föreslagen av Marc Kuchner med inre lager av diamant som kan vara flera kilometer tjockt. De diamantrika planeterna kan formas av små partiklar i protoplanetära skivor som hittas runt många stjärnor om de är rika på kol och har lite syre. Denna typ av planet skulle ha utvecklat sig annorlunda jämfört med Jorden, Mars och Venus, de så kallade silikatplaneterna som till största delen är uppbyggda av kisel och syre. 
Nuvarande teorier säger att kolplaneter har en järnrik kärna likt de kända stenplaneterna. Utanför kärnan finns ett tjockt lager av kiselkarbid och titankarbid och utanför detta ett lager av kol.  Kolet skulle vara i form av grafit, möjligen med ett lager av diamanter på botten om planeten är tillräckligt stor för att skapa det nödvändiga trycket.
Planetens yta skulle vara rik på kolväte och kolmonoxid. Jordlikt kolbaserat liv med vatten som lösningsmedel skulle kunna existera på en sådan planet om det finns tillräckligt med vatten, men troligtivis skulle metabolismen få motsatt riktning på grund av den kraftigt reducerande omgivningen.  Syrehaltiga föreningar skulle alltså intas som föda för att reagera med den kolrika atmosfären.

## Observationer
Planeterna som kretsar kring pulsaren PSR 1257+12 kan vara kolplaneter, troligtvis formade av en splittrad stjärna som producerat kol när den åldrades.  Andra goda kandidater till att vara kolplaneter är de som ligger nära vintergatans centrum, där stjärnor har mer kol än de som liknar solen.
Kolplaneter förutsägs ha liknande diameter som kisel- och vattenplaneter av samma massa, vilket skulle göra dem potentiellt svåra att urskilja.